# Waterfall, Sydney
Waterfall este o suburbie în Sydney, Australia.